# 假厚叶秋海棠
假厚叶秋海棠（学名：Begonia pseudodryadis）是秋海棠科秋海棠属的植物，是中国的特有植物。分布在中国大陆的云南等地，生长于海拔1,320米的地区，多生于山谷石上苔藓上，目前已由人工引种栽培。